# Llywarch Llaety
Llywarch Llaety (... – 1160) è stato un poeta gallese.
Di lui resta un solo poema, rinvenuto nel manoscritto Hendregadredd, che celebra Llywelyn ap Madog, figlio ed erede di Madog ap Maredudd del Powys. È probabile che sia da identificare con il poeta Llywarch y Nam, che compose un poema in onore di Llywelyn ap Madog. 